# Google Express

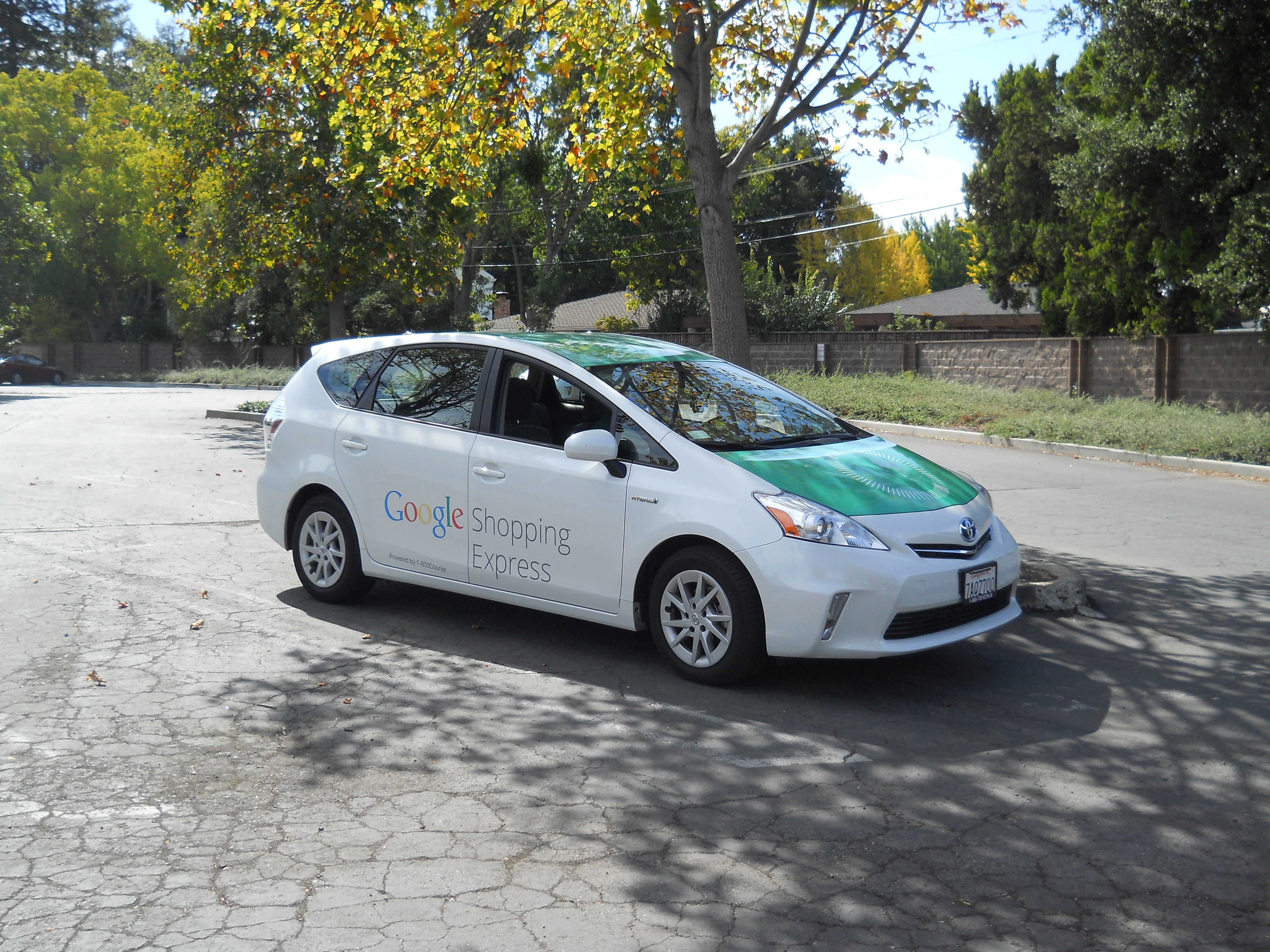
Veículo do Google Shopping Express, pintura original

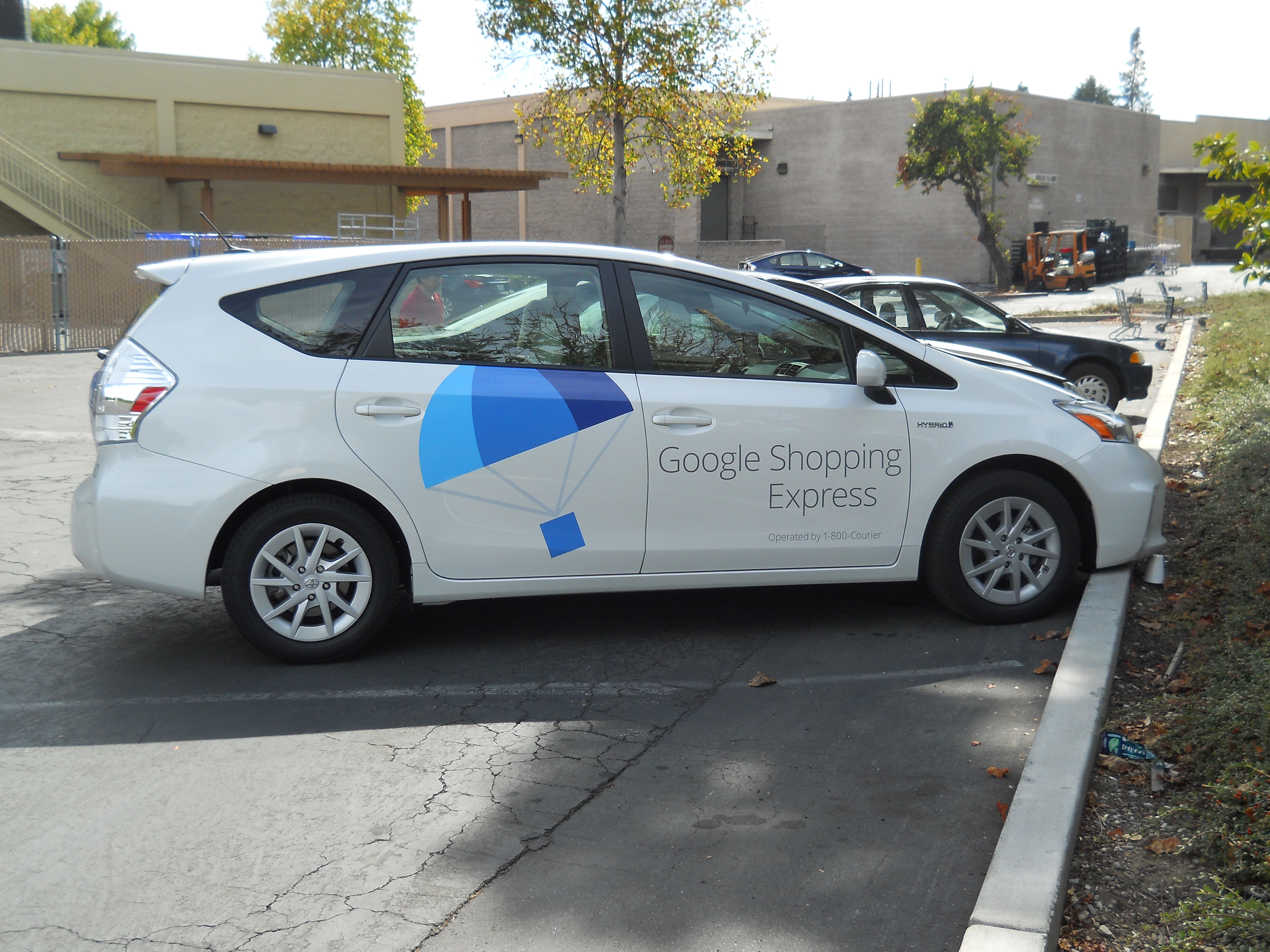
Veículo do Google Shopping Express, decoração mais recente

O Google Express, anteriormente Google Shopping Express, é, desde setembro de 2019, o antecessor do Google Shopping. No Google Marketing Live, em maio de 2019, Google anunciou a integração do Google Express e suas mais de duas mil lojas parceiras no novo Google Shopping. O Google Shopping incorpora a funcionalidade e os recursos do Express, além de outros recursos preexistentes do Google Shopping, como a capacidade de comparar preços e locais para compra em lojas online e offline.
O Google Express era um serviço de compras do Google disponível em algumas partes dos Estados Unidos, lançado gratuitamente em toda a Península de São Francisco. Originalmente, era um same-day service, mas posteriormente se expandiu para same-day e overnight delivery. O preço era originalmente o mesmo que o das compras presenciais,[carece de fontes?] mas depois aumentou; A Google Express Help disse: "Como os preços dos itens são definidos pelas lojas, às vezes você vê no Google Express preços diferentes do que veria na loja: isso depende do comerciante e da localização da loja que você pretende ir."
O serviço foi anunciado pela primeira vez em março de 2013, de San Francisco até o sul de San Jose, Califórnia. Os varejistas incluem uma mistura de lojas nacionais e locais. Foi lançado publicamente em 25 de setembro de 2013, com alguns varejistas adicionais, mas ainda restrito a São Francisco e Vale do Silício. Os aplicativos para smartphones Android e Apple foram anunciados no mesmo dia; A utilização desses recursos permite que os clientes usem suas contas de fidelidade. Em maio de 2014, o serviço foi expandido para Nova York e West Los Angeles, e em outubro de 2014, o serviço foi adicionado em Chicago, Boston e Washington, D.C., além de varejistas adicionais.
No lançamento, o Google renunciou à taxa de inscrição para testadores e nos primeiros seis meses após a inscrição; a taxa está um pouco abaixo da do Amazon Prime. A Amazon, que também está testando a entrega no mesmo dia em mercados selecionados, é o principal concorrente. A entrega começou com os sedãs Prius na decoração do Google Shopping Express, cerca de 50 carros a partir de agosto de 2013, quando o serviço estava disponível em 88 CEPs. A frota foi posteriormente expandida para incluir vans Ford Transit, e a empresa anunciou que poderia usar bicicletas e entrega a pé em algumas áreas. As entregas são subcontratadas a um serviço de contínuo, inicialmente 1-800-Courier, e depois também ao OnTrac. Na fase de testes, os varejistas não eram cobrados ou pagavam apenas uma taxa nominal. Os clientes pagam US$ 5 por parada de compras e recebem entregas dentro de uma janela de três a cinco horas. Os clientes devem ter uma conta do Google Pay.
O serviço exibe um mapa dos locais de retirada e entrega de mercadorias e tenta usar o ponto de venda disponível mais próximo, embora nem sempre seja bem-sucedido.
Em outubro de 2017, os parceiros comerciais incluíam Walmart, Target, Costco e Fry's Electronics.